# NGC 3259
NGC 3259 is een balkspiraalstelsel in het sterrenbeeld Grote Beer. Het hemelobject werd op 3 april 1791 ontdekt door de Duits-Britse astronoom William Herschel.

## Synoniemen
- UGC 5717
- MCG 11-13-27
- ZWG 313.21
- IRAS10291+6517
- PGC 31145